# Kokin Wakashū
El Kokin Wakashū (古今和歌集?), comúnmente abreviado Kokinshū (古今集?), es una Antología Imperial "Waka" de principios del Período Heian, concebida por el Emperador Uda (r. 887–897) y ordenada por su hijo el Emperador Daigo (r. 897–930) en aproximadamente 905. Su forma final data de c. 920 pero, de acuerdo con varias versiones históricas, el último poema fue añadido a la colección en el 914.  Cuatro poetas de la corte compilaron la antología dirigidos por Ki no Tsurayuki.  Los otros tres fueron Ki no Tomonori (quien murió antes de su finalización), Ōshikōchi Mitsune, y Mibu no Tadamine.  El nombre de la antología significa "Colecciones de tiempos antiguos y modernos".

## Importancia
El Kokinshū es la primera de las veintiuna colecciones de poesía japonesa compiladas por petición imperial Nijūichi Daishū (二十一大集?).  Esta obra fue la de poesía más influyente de su tiempo, dictando la forma y el formato de la poesía japonesa hasta finales del siglo diecinueve.  Fue también la primera antología que se dividió en poemas de las estaciones y del amor.  La primacía de los poemas de las estaciones fue empezada en el Kokinshū y continúa aun estos días con la tradición del Haiku. 
La introducción en japonés por Ki no Tsurayuki también fue la primera crítica japonesa distinta de la poética China prevaleciente en los círculos de aquel entonces. (La antología también incluye una introducción en chino tradicional escrita por Ki no Tomonori.) La idea de incluir poemas viejos así como nuevos fue otra innovación importante en el Kokinshū que se ha sido ampliamente adoptada en trabajos posteriores de prosa y verso. Los poemas del Kokinshū fueron ordenados temporalmente; los poemas de amor, por ejemplo, aunque los poemas fueron escritos por muchos poetas diferentes a través de largos espacios de tiempo, son ordenados en tal forma que el lector puede entender la evolución y cambios de un amorío cortesano. Esta asociación de un poema con el siguiente identifica a esta antología como el ancestro de las tradiciones de la Renga y el Haikai .

## Estructura
El número exacto de poemas en la colección se presta a discusión.  La edición en Internet contiene 1,111 poemas. La colección se divide en veinte partes, reflejando modelos viejos como el Man'yōshū y varias antologías Chinas. Por otra parte, la organización de los temas es diferente de la de los modelos anteriores y fue copiada en todas las colecciones oficiales posteriores.  Cabe notar que algunas colecciones como la Kin'yō Wakashū y la Shika Wakashū han reducido el modelo a diez partes.
Abajo se muestra una tabla que muestra los nombres en japonés de las partes de 'Kokinshū", como se leen en japonés en la actualidad, y su significado en Español.
| Tema        | Partes               | Partes                                          | Partes        | Partes              |
| ----------- | -------------------- | ----------------------------------------------- | ------------- | ------------------- |
| Estaciones  | 1-2                  | Poemas de Primavera                             | 春歌          | haru no uta         |
| Estaciones  | 3                    | Poemas de Verano                                | 夏歌          | natsu no uta        |
| Estaciones  | 4-5                  | Poemas de Otoño                                 | 秋歌          | aki no uta          |
| Estaciones  | 6                    | Poemas de Invierno                              | 冬歌          | fuyu no uta         |
|             | 7                    | Poemas de Felicitación                          | 賀歌          | ga no uta           |
| 8           | Poemas de Separación | 離別歌                                          | wakare no uta |                     |
| 9           | Poemas de Viaje      | 羈旅歌                                          | tabi no uta   |                     |
| 10          | Acrósticos           | 物名                                            | mono no na    |                     |
| Amor        | 11-15                | Poemas de Amor                                  | 恋歌          | koi no uta          |
| Misceláneos | 16                   | Poemas de Lamentación                           | 哀傷歌        | aishō no uta        |
| Misceláneos | 17-18                | Poemas Melancólicos                             | 雑歌          | kusagusa no uta     |
| Misceláneos | 19                   | Poemas Misceláneos                              | 雑躰歌        | zattai no uta       |
| Misceláneos | 20                   | Poemas Tradicionales del departamento de poesía | 大歌所御歌    | ōutadokoro no o'uta |

Los compiladores incluyen el nombre del autor de cada poema, y el tema tema (題 dai?) o inspiración del poema si es conocido. Poemas mayores del Kokinshū incluyen Ariwara no Narihira, Ono no Komachi, Henjō y Fujiwara no Okikaze, aparte de los mismos compiladores. Fue considerado un gran honor el ser incluido en cualquier colección imperial y particularmente en el  Kokinshū.